# Lekanesphaera terceirae
Lekanesphaera terceirae är en kräftdjursart som beskrevs av Jacobs 1987. Lekanesphaera terceirae ingår i släktet Lekanesphaera och familjen klotkräftor. Inga underarter finns listade i Catalogue of Life.